# Resort y Casino Solaire
El Resort y Casino Solaire (anteriormente conocido como Solaire Manila) es un complejo turístico que incluye un hotel de cinco estrellas con 488 habitaciones; que fue el primer casino y hotel que se inauguró en el complejo Ciudad del entretenimiento a lo largo del área de la bahía de la ciudad de Parañaque, Filipinas. Fue inaugurado el 16 de marzo de 2013 (492 años después del día exacto que Fernando de Magallanes desembarcó en Filipinas), y se convirtió en el hotel más alto en el área de la bahía de Manila en las afueras de Manila, una distinción anteriormente en manos de Sofitel Philippine Plaza. 